# Miss Mato Grosso 2001
Miss Mato Grosso 2001 foi a 42ª edição do tradicional concurso de beleza feminina de Miss Mato Grosso, válido para a disputa de Miss Brasil 2001, único caminho para o Miss Universo. Este ano participaram vinte e três (23) candidatas em busca do título que pertencia à paranaense - radicada em Sinop - Josiane Kruliskoski, Miss Brasil 2000. Comandado pelo colunista social Warner Wilon, a disputa aconteceu no Ginásio de Esportes "Elenor Dal'Maso", em Sapezal. Na ocasião, sagrou-se campeã a representante de Aripuanã, Luciane Locatelli, que curiosamente mora na cidade desde 1997 quando se mudou de sua terra natal, Ipumirim, em Santa Catarina.  A Miss Brasil 1999, Renata Fan e a Miss Brasil 1985, Márcia Gabrielle estiveram presentes no evento. 

## Resultados

### Colocações
| Posição   | Município e Candidata                    |
| Vencedora | - Aripuanã - Luciane Locatelli           |
| 2º. Lugar | - Lucas do Rio Verde - Priscila Andrade  |
| 3º. Lugar | - Primavera do Leste - Tatiane Sebrenski |
| 4º. Lugar | - Juína - Katiana Fonse                  |
| 5º. Lugar | - Vila Bela - Andréia Silva              |

1. Não há mais informações sobre um possível quadro de semifinalistas.

### Prêmio Especial
O concurso distribuiu apenas uma premiação este ano:
| Prêmio        | Candidata                   |
| Miss Simpatia | - Sapezal - Indianara Conci |

## Candidatas
Disputaram o título este ano: 